# Лучина (Сливно)
42°59′ пн. ш. 17°30′ сх. д. / 42.98° пн. ш. 17.50° сх. д.
Лучина (хорв. Lučina) — населений пункт у Хорватії, у Дубровницько-Неретванській жупанії у складі громади Сливно.

## Населення
Населення за даними перепису 2011 року становило 15 осіб.
Динаміка чисельності населення поселення: